# Evoluzionismo teista
L'evoluzionismo teista (in inglese: theistic evolutionism), talora anche noto con evoluzionismo teistico, creazione continua, creazione evolutiva, darwinismo cristiano, è una corrente di pensiero filosofica e teleologica, sviluppatasi all'interno della teologia cristiana, che considera compatibili l'esistenza di Dio Creatore e la teoria scientifica dell'evoluzione.
Tale corrente sostiene quindi che la vita ebbe origine per volontà divina. L'entità divina, vista come benevola e creatrice, avrebbe quindi scelto e calibrato il meccanismo dell'evoluzione, per creare ogni tipo di essere vivente, dalle creature invisibili a occhio nudo come microbi, sino alle piante e ai mammiferi.
I fautori dell'evoluzionismo teista cercano di promuovere una filosofia della vita e della persona umana che tenti di conciliare scienza, filosofia e teologia.
L'evoluzionismo teista, nella sua accezione generale, suppone che valori generalmente considerati molto significativi per la vita dell'uomo, come quelli morali ed estetici (cognizione del "bene" e del "male", empatia, etc.), non sarebbero accessibili mediante una lettura esclusiva delle scienze naturali.
L'evoluzionismo teista è suddiviso in due tipologie:
- integrale, che ipotizza la creazione, da parte di un'entità superiore, di uno o pochi organismi semplicissimi, i quali, una volta creati, avrebbero avuto le capacità e le proprietà necessarie al fine di potersi evolvere fino a produrre il corpo umano[9], l'anima sarebbe stata infusa dal creatore (salto ontologico[10]).
- parziale, che suppone la creazione, da parte di un'entità superiore, di più organismi, i quali avrebbero dato origine agli altri organismi appartenenti però allo stesso genere, o sottordine, o ordine, ecc..., secondo la maggiore o minore estensione concessa all'evoluzione, escluso però l'uomo, non solo quanto all'anima, ma anche quanto al corpo[11].

Gli approcci filosofici rispettivamente teista e teleologico non dovrebbero essere confusi con l'approccio utilizzato dal metodo scientifico.
Gli stessi esponenti dell'evoluzionismo teistico sostengono che si dovrebbe sempre distinguere, nelle riflessioni filosofiche e teleologiche, tra la vita intesa come fenomeno biologico della vita, da un lato, e la vita intesa come l'insieme delle vicende e delle esperienze di un singolo individuo, dall'altro; E mentre all'indagine scientifica spetterebbe il compito della spiegazione del fenomeno biologico della vita, alla teleologia spetterebbe la comprensione della vita intesa come la comprensione dell'insieme delle vicende e delle esperienze di un singolo individuo, le quali si collocherebbero in una dimensione personale, nella quale viene assegnato un ruolo anche ai sentimenti religiosi. Alcuni filosofi hanno criticato tale posizione definendola un'ingerenza della Chiesa all'interno della comunità scientifica.
L'evoluzionismo teistico poggia il suo paradigma su due pilastri portanti:
- Interdisciplinarità – che viene proposta come esercizio dello sguardo al fine di renderlo capace di considerare l'oggetto di studio, cioè la persona umana, da diverse angolazioni metodologiche e ottenerne, in questo modo, una visione sintetica più completa.[14]
Quest'approccio solleva problemi riguardanti i metodi, fondamenti e presupposti delle diverse scienze, e afferma e sottolinea un'evidenza di complementarità tra esse e, quindi, si propone di correggere i pregiudizi identificati come causa dell'isolamento tra le varie discipline. Viene sottolineata, inoltre, la necessità di evitare di ridurre alcune scienze ad altre, specialmente le scienze naturali e le scienze umane.
- Compatibilità – che si richiede sussista tra le interpretazioni teoretiche, scientifiche e filosofiche delle evidenze sperimentali; il Teismo evoluzionista pone una distinzione fra una teoria di natura più propriamente scientifica (la quale va ricercata in autori come Lamarck, Darwin e Wallace) e un sistema filosofico che si vuole applicare a tutta la realtà (come in Herbert Spencer e, in qualche modo, anche in Pierre Teilhard de Chardin). La lettura materialistica o quella anti-finalistica dell'evoluzione (contro il Disegno intelligente, per esempio) appartengono alla letteratura scientifica in senso proprio, divulgata da riviste quali Nature e Science.
Una lettura filosofica materialistica e anche quella esclusivamente finalistica del creazionismo sono viste come non compatibili con la fede cristiana,[15] in quanto quella materialistica viene rimproverata di escludere la sfera spirituale dell'uomo, mentre il finalismo puro del creazionismo viene considerato in contrasto con la spiegazione razionale delle evidenze sperimentali, pertanto ad entrambe viene imputato di giungere ad una specie di "suicidio epistemologico".

## Visioni generali

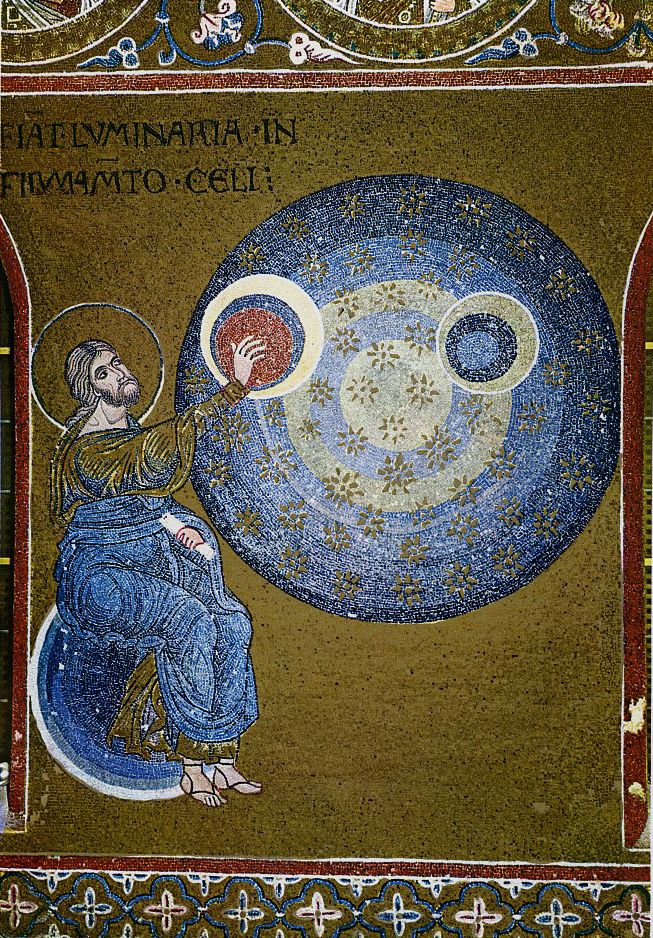
Mosaico del duomo di Monreale (Dio crea l'universo)

### La Creazione di un universo in Evoluzione
Il teismo evoluzionista presuppone l'esistenza di un'entità superiore ed onnipotente, generalmente identificata con la figura di Dio Creatore e sostiene che la vita ebbe origine per volontà divina, l'entità, vista come benevola e creatrice, avrebbe quindi scelto e calibrato il meccanismo dell'evoluzione, per creare ogni tipo di essere vivente, dalle creature invisibili ad occhio nudo come microbi, sino alle piante ed ai mammiferi.
Anche se non si conosce ancora il preciso meccanismo dell'origine della vita, il meccanismo dell'evoluzione supporrebbe la creazione; anzi la creazione si pone nella luce dell'evoluzione come un avvenimento che si estende nel tempo, come una ‘creatio’ continua; La creazione pertanto non sarebbe uscita dalle mani del Creatore interamente compiuta, ma in stato di via verso la sua perfezione ultima. Questo divenire comporta assieme alla comparsa di certi esseri la scomparsa di altri, con le costruzioni della natura, anche le distruzioni.
La ‘creatio’ continua può realizzarsi attraverso cause seconde quali per esempio: selezione e variabilità, con il corso naturale degli eventi, senza dover pensare necessariamente ad interventi miracolosi; "Dio non fa le cose, ma fa in modo che si facciano"(P. Teilhard de Chardin). Pertanto il Creatore figurerebbe come la causa prima che opera nelle e per mezzo delle cause seconde.
Inoltre è facile intuire una natura evolutiva della creazione già nel pensiero teologico di Sanrt'Agostino in cui afferma: "Al principio furono creati solo i germi, o le cause, delle forme di vita, che in seguito si sarebbero sviluppate gradualmente" dove emerge chiaramente uno sviluppo di una creazione in maniera progressiva. Mariano Artigas, fisico e filosofo assieme Juan J. Sanguineti, filosofo della natura sostengono che Dio non muove il mondo dandogli un impulso iniziale sovrapposto alla sua natura, ma crea l'intero sistema insieme a tutte le sue forze, di modo che esso fin dal primo momento agisce di per se stesso e in virtù della propria natura, e insieme tutto il suo agire dipende dall'opera creatrice di Dio. La natura appare così come un'opera d'arte di un "Artista creatore", senza per questo ridursi ad un meccanismo artificiale senza forze autonome. Dio non è un artista al modo umano, cioè non ordina delle realtà preesistenti, bensì istituisce sia l'ordine sia le cose ordinate e le loro leggi operative: egli causa in quanto Creatore, poiché crea la natura stessa". Da tale pensiero emerge che il Creatore opera solo creando le opportunità affinché la creazione possa realizzarsi, la casualità degli eventi opera entro limiti fissati da Dio.
Origene scrisse a proposito della natura del testo sacro della Bibbia "… quale uomo ragionevole crederebbe che possa esserci stato un primo, e un secondo, e un terzo giorno della creazione, ciascuno con il suo mattino e la sua sera, prima che il sole fosse creato?" (Gn 1,1-13; Gn 1,14-19). La Bibbia appare non come un testo scientifico ma vuole semplicemente ed unicamente comunicare attraverso un linguaggio simbolico-sapienziale, comprensibile per gli uomini del tempo, e attraverso le vicende della loro storia, un messaggio spirituale.
Il teologo, Vescovo, astronomo francese Nicola Oresme, basandosi sui principi musico-matematici di incommensurabilità, irrazionalità e complessità, finalmente creò una dinamica struttura-modello per la formazione di sostanziali specie e individui della natura, la cosiddetta "teoria della perfectio specierum" (De configurationibus qualitatum et motuum, Quaestiones super de generatione et corruptione, Tractatus de perfectionibus specierum). Utilizzando un'analogia delle qualità musicali con le “prime e seconde qualità” di Empedocle, un individuo oresmiano si trasforma in un sistema che si autorganizza e che si preoccupa di raggiungere il suo stato ottimale difendendosi dagli influssi negativi dell'ambiente in cui vive. Questo "controllo iterativo automatico" influenza la forma sostanziale (forma substantialis), già presente, nel senso moderno, nei principi di evoluzione, "adattamento" e "mutazione" del materiale genetico.
L'essere umano sarebbe parte di questo processo, anche se non può considerarsi un prodotto necessario dell'evoluzione, si distinguerebbe per alcune caratteristiche uniche e proprie. Queste caratteristiche come "la legge morale", la cognizione del "bene" e del "male", la "ricerca del divino", sarebbero comuni a tutte le civiltà della terra e sottolineerebbero la natura spirituale dell'uomo.
La natura spirituale non potrebbe emergere dalle potenzialità della materia. È il "salto ontologico", la "discontinuità" che il Magistero ha sempre riaffermato per la comparsa dell'uomo.

### Evoluzione, ma non autoevoluzione
Il Teismo Evoluzionista non ha mai accusato nessuna delegittimazione dei testi biblici della Genesi di fronte alle teorie evoluzioniste, in quanto essi ritengono che la fede parte dall'incontro con Cristo; diviene pertanto certezza dei Teisti che una verità scientifica, una volta veramente accertata, non si oppone alla Scrittura, in quello che la Scrittura vuole veramente dire; L'idea di evoluzione, secondo questa visione risulta in piena sintonia con il testo biblico (Gn 1,1-31), il quale presenta una successione nel tempo delle opere create. Prima il mondo vegetale (terzo giorno), poi i pesci e gli uccelli (quinto giorno), poi gli animali terrestri con al vertice l'uomo fatto ad immagine e somiglianza con Dio (sesto giorno).

## Principali autori ed interpreti
Alcuni autori hanno espresso, specialmente in seno ai congressi annuali presso l'Ateneo Pontificio Regina Apostolorum, posizioni vicine, ed in alcuni casi sostanzialmente identiche, al Teismo Evoluzionista:
Stanley L. Jaki, Premio Templeton nel 1987 per aver migliorato la comprensione del rapporto fra scienza e religione; Nella sua relazione "Darwinismo non darwiniano (Non-Darwinian Darwinism)" ha richiamato l'attenzione sull'intreccio di componenti scientifiche e ideologiche nel darwinismo e nella necessità si distinguerle chiaramente.
Il darwinismo, secondo Jaki, dovrebbe essere purificato da certi “dogmi antimetafisici” di natura ideologica che promuovono un forte relativismo e mettono in ombra i grandi meriti scientifici della teoria.
Questi dogmi, sempre secondo Jacki, sono il rifiuto della finalità e della nozione metafisica di sostanza, la pretesa che Darwin abbia reso rispettabile l'ateismo e, infine, la riduzione della scienza a genetica.
Lo scopo di questa purificazione liberatrice intesa da Jaki è assicurare la natura veramente scientifica del darwinismo. Se il darwinismo saprà procedere in questa direzione, senza oltrepassare i propri limiti, senza mettersi a fare filosofia antimetafisica, Jaki prevede per esso un grande futuro.
Gianfranco Ravasi, "Io vorrei ribadire la non incompatibilità a priori tra le teorie dell'evoluzione con il messaggio della Bibbia e della teologia. Darwin, sapete, non è mai stato condannato, 'l'Origine della specie' non è all'indice, ma soprattutto ci sono pronunciamenti molto significativi nei confronti dell'evoluzione da parte dello stesso Magistero ecclesiale, e sarà interessante seguire questo Congresso internazionale perché esso cerca in tutti i modi di intrecciare in armonia da un lato sicuramente la parte scientifica, che avrà un grande rilievo nei primi giorni, con la parte filosofica e la parte teologica".
Francisco J. Ayala nel suo saggio "Due Rivoluzioni: Copernico e Darwin" ha mostrato il valore scientifico rivoluzionario delle scoperte di Darwin, Copernico, Keplero, Galileo e Newton, nei secoli XVI e XVII, hanno concepito l'universo come materia in movimento governata da leggi naturali.
Il postulato che l'universo obbedisce a leggi immanenti che possono spiegare i fenomeni naturali è stata una rivoluzione scientifica.
Darwin la completò estendendola al mondo dei viventi: scoprì l'evoluzione degli organismi e la spiegò con le variazioni genetiche casuali e la selezione naturale.
Secondo Ayala le prime spiegano le mutazioni che si presentano benché non siano utili per l'organismo. L'evoluzione è quindi il risultato del processo selettivo naturale delle combinazioni generate per mutazione che risultano utili.
Ayala, infatti, difende il carattere scientifico del darwinismo e il suo valore limitato al mondo della natura.
Ma non dimentica che ci sono valori molto significativi per la vita dell'uomo, come i valori morali ed estetici, che non sono accessibili alle scienze naturali.
Fiorenzo Facchini, in diversi saggi, ha sottolineato come la cultura costituisce una “anomalia” nel processo evolutivo, perché permette all'uomo di adattarsi e di far fronte ad ambienti difficili, e così diffondersi su tutta la terra: attraverso la cultura, l'uomo riesce sempre più a contrastare o ridurre la selezione naturale, che nell'interpretazione darwiniana è ritenuta il demiurgo dell'evoluzione biologica.
Se l'evoluzione ha prodotto una specie che è in grado di contrastarla, Facchini si chiede se si sia trattato soltanto della selezione naturale.
Infatti, il comportamento dell'uomo, creatore di cultura, è autocosciente e libero, capace di autodeterminazione; rivela, quindi, la trascendenza e la natura metabiologica della specie umana.
Vittorio Possenti propone una metafisica più idonea ad offrire un fondamento e una spiegazione all'evoluzione è quella dell'Aquinate, coi suoi concetti di natura, organismo, mutamento, trasformazione sostanziale e causa; in particolare, il passaggio più difficile, la filogenesi, la trasformazione da specie a specie, sembra possibile nell'ontologia ilemorfica dell'Aquinate dove la potenzialità della materia prima viene attuata successivamente e progressivamente, e dove nella materia prima c'è una tendenza metafisica verso forme diverse.
Questa tendenzialità evolutiva – se si dimostra con sufficienti prove empiriche il “fatto” dell'evoluzione della vita – può offrire un quadro ontologico capace di rendere conto di come l'evoluzione della vita sia accaduta, senza necessità di opporre ilemorfismo, creazionismo ed evoluzione.
Lucio Florio della Pontificia Universitò Cattolica Argentina, introduce tramite i suoi scritti, nello studio della relazione tra evoluzione e Dio la novità cristiana di un Dio Trino. In "Trinità ed evoluzione" egli presenta la dinamica evolutiva dell'universo alla luce della teologia trinitaria.
Francis Collins per propria iniziativa propone BioLogos, esprime la credenza che Dio sia la fonte di tutta la vita, e che la vita sia una manifestazione della sua volontà. Il Biologos non cerca di inserire Dio a forza nelle lacune della nostra comprensione del mondo naturale; piuttosto propone Dio come risposta a questioni che, secondo Collins, la scienza non è mai stata deputata ad affrontare ("Com'è nato l'universo?", "Qual è il senso della vita?", "Che cosa ne è di noi dopo la morte?"). Secondo Collins, le verità spirituali possono essere verificate solo dalla logica spirituale del cuore, della mente e dell'anima.

### Cristianesimo
L'autorità della Chiesa ha espresso, per propria parte, l'essenziale e basilare armonia fra scienza e religione, ma anche la necessità dottrinale di contrastare l'ideologia evoluzionista, dalla chiesa giudicata materialista o modernista, perché incompatibile con la rivelazione.
Il Monitum del Santo Ufficio, nel 1962, riguardo alle opere di Pierre Teilhard de Chardin voleva evitare, a detta dell'autorità, l'influsso dell'ideologia evoluzionista nella teologia cattolica. (atti congressuali presso l'Ateneo Pontificio Regina Apostolorum)
Papa Pio XII tramite l'enciclica "Humani generis" (n. 36) ha sostenuto che l'insegnamento della Chiesa non vieta la ricerca e la discussione della dottrina dell'evoluzione in ciò che riguarda l'origine del corpo umano a partire da una materia viva preesistente.
Giovanni Paolo II in: "Discorso ai partecipanti al Simposio Internazionale su “La Teoria dell'evoluzione”" (26-IV-1985), in: "Insegnamenti di Giovanni Paolo II, 8 (1985), 1129." ed in: "Messaggio all'Accademia Pontificia delle Scienze, 22-X-1996." ha esplicato che la creazione può essere vista alla luce dell'evoluzione come un evento che si estende nel tempo, come una creazione continua, e ricorda che il rispetto dei diversi metodi usati nei vari settori del sapere permette di riconciliare vedute che potevano sembrare inconciliabili.
In particolare, il mondo dello spirito non può essere studiato con metodo scientifico ma con l'analisi filosofica.

## Risvolti

### Fondazioni
Istituzione della fondazione evangelica BioLogos per la ricerca sulla chiara compatibilità fra Scienza e Fede.
Dal 2002 è stato istituito presso l'Ateneo Pontificio Regina Apostolorum il Master in Scienza e Fede.

### Cicli congressuali
Nel 2009 è stato istituito il Congresso "Biological Evolution, facts and theories", presso il Vaticano, un evento che cerca di dimostrare "la fede e la scienza come complementari e non incompatibili e ristabilire questo dialogo nella diversità".
Nel 2002 è stato istituito il Congresso Internazionale "L'evoluzione: crocevia di scienza, filosofia e teologia", organizzato dall'Ateneo Pontificio Regina Apostolorum; il congresso è stato concepito come un crocevia, un punto di incontro, un momento di intenso e vivace dialogo tra specialisti di diverse discipline per quel che riguarda l'evoluzione.
I congressi vengono visti come un'occasione per informare sulle nuove scoperte in campo scientifico, per esercitare la tanto auspicata interdisciplinarità e per aprire il discorso delle singole discipline al vaglio di una ragione che trascenda i limiti imposti dai metodi particolari.

## Principali critiche ed altre posizioni

### Dall'ateismo
Richard Dawkins nella sua opera L'illusione di Dio attacca duramente questa presa di posizione. Adrian Desmond e James Moore nella loro opera Darwin: The Life of a Tormented Evolutionist osservano che Darwin visse una lacerante lotta interiore perché non riusciva a conciliare la sua teoria, che non considera alcun intervento divino nella vita ed evoluzione degli esseri viventi, con i principi teologici a cui era stato educato.

### Dal Creazionismo
Thomas F. Heinze in "Answers to my Evolutionist Friends" sostenendo l'interpretazione letterale della Bibbia, afferma che i teisti evoluzionisti risolverebbero i problemi dell'evoluzione materialistica dicendo: « Iddio ha creato tramite l'evoluzione ». Per Heinze ciò è antibiblico poiché l'evoluzione, a suo giudizio, è in gran parte un mezzo per spiegare l'esistenza della vita dal punto di vista ateo.
Heinze pone l'accento su alcuni passi biblici dalla cui lettura letterale sarebbe evidente che Iddio non solo creò il mondo ma anche le cose viventi. (Neh. 9: 6, Atti 14: 15; Ap. 4: 11). Anche l'uomo è stato creato da Dio (Giob. 10: 3; Is. 17: 7; Ger. 27: 5; Atti 17: 24, 25). A suo avviso Cristo stesso ha detto che Iddio ha fatto l'uomo (Matt. 19: 4; Mar. 10: 6). Anche dei vari organi è detto che sono stati creati da Dio (Prov. 20: 12; Sal. 94: 2).Inoltre nel libro della Genesi è scritto che le creature sono state create ciascuna "secondo la propria specie"; quindi non è possibile pensare a dei cambiamenti di specie di una data creatura durante l'evoluzione.
Per Heinze sono troppi i passi biblici che elencano le cose precise create da Dio, perché chi crede alla Bibbia possa accettare l'idea che Dio abbia creato solo la prima cellula semplice e che quindi abbia semplicemente diretto lo sviluppo di altre forme di vita a partire da quella cellula.
Né d'altronde che Iddio abbia creato l'universo e poi se n'è sia andato via lasciandolo a sé stesso come dicono altri, ma Egli lo sostiene, impedendogli di divenire caos (Col. 1: 17; Eb. 1: 3).
Per questi motivi sostiene che il Teismo Evoluzionista sia una capitolazione della fede religiosa a favore dell'ateismo.

### Dal Disegno Intelligente
Secondo i sostenitori del Disegno Intelligente il Teismo Evoluzionista sarebbe dovuto alla paura della maggioranza dei cattolici di essere tacciati di oscurantismo, costoro sostengono che vista la posizione "ecumenica" del teismo evoluzionistico, in base alla quale il principio di evoluzione e il principio di creazione convivono su due piani diversi, il disegno di Dio si attuerebbe attraverso le leggi evoluzionistiche della natura. Questa posizione per i sostenitori del Disegno Intelligente solleva alcuni problemi, in primo luogo ritengono che sopravvaluti eccessivamente le prove a favore dell'evoluzione; perché una cosa è dire, come nella lettera di Giovanni Paolo II rivolta nel 1996 alla "Pontificia Accademia delle Scienze", che la teoria evoluzionista è "più che un'ipotesi"; ma altra cosa è dire, come il biblista Gianfranco Ravasi, che "è ovvio che l'evoluzione esiste, non si possono ignorare i risultati della scienza"; In secondo luogo, sempre secondo costoro, l'inserimento di Dio all'interno della visione evoluzionistica dà l'impressione di un'aggiunta posticcia e non necessaria, di cui la teoria darwiniana può tranquillamente fare a meno.

## La posizione delle religioni
Questa visione della teoria dell'evoluzione e nello stesso tempo della Creazione trova generalmente supporto dalla principali confessioni cristiane incluse il Cattolicesimo, Protestantesimo e l'Ortodossia. Anche l'Ebraismo concorda sull'interpretazione allegorica della Genesi cioè di considerarla non come una descrizione letterale e storica ma semplicemente il racconto dell'origine della vita e dell'Universo come una descrizione più adatta per la realtà spirituale e quindi adatta all'anima.
Sant'Agostino nel quarto secolo indicò la "luce" e l'"oscurità" come questioni prettamente spirituali e quindi escludendo a priori la creazione in 24 ore. Quindi i 7 giorni della creazione corrisponderebbero ai 14 miliardi di anni, l'atto creativo iniziale di Dio con il Big Bang e la creazione dell'uomo non avveniva in poche ore ma semplicemente con l'evoluzione biologica.
Il teismo evoluzionista rifiuta sia l'interpretazione letterale della Genesi ma anche le argomentazione portate avanti da atei.

## Evoluzione e Cristianesimo
Come già citato prima nel Cristianesimo fin dal IV secolo si è rifiutata un'interpretazione letterale della Genesi in particolare sulla durata della Creazione.

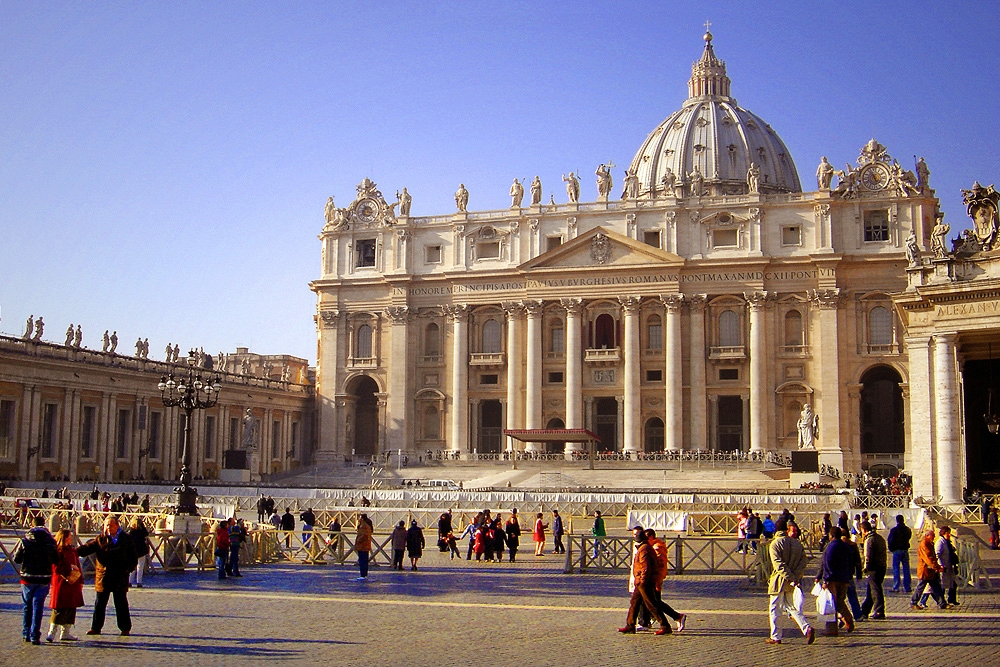
Chiesa di San Pietro a Roma

### Evoluzione e Chiesa cattolica
La Chiesa cattolica ha maturato la propria posizione rispetto all'evoluzionismo nell'arco di due secoli passando da un'iniziale opposizione, ad un'assenza di opinione all'accettazione in particolare da parte dei due Pontefici Giovanni Paolo II e Benedetto XVI. Tuttavia non tutto il mondo cattolico ha assunto una posizione favorevole all'evoluzionismo ma come in altre confessioni cristiane sebbene si sia assunta una posizione favorevole all'evoluzione, in particolare nella variante teista cioè guidata da Dio, molti affiliati non riconoscono la teoria come valida e si affidano al Creazionismo o al Disegno Intelligente. Attualmente nelle scuole cattoliche si insegna la Teoria dell'evoluzione così come stata formulata e quindi la compatibilità come affermata dal teismo evoluzionista è intesa come insegnamento interdisciplinare e non di tipo scientifico.
Il confronto tra teologia cristiana ed evoluzionismo raggiunge un primo obiettivo con Pio XII nel 1950 quando pubblicò l'enciclica Humani Generis, con cui non si proibivano ricerche e discussioni sulla dottrina dell'evoluzionismo.
Pio XII definisce l'evoluzionismo un'ipotesi e ammette, dentro precisi punti, il confronto tra le due opinioni: il fissismo e l'evoluzionismo teista. In modo particolare l'angolo dell'Enciclica si restringe al confronto tra l'ipotesi della derivazione dell'uomo da materia organica preesistente (evoluzionismo teista) e la tesi tradizionale che l'uomo sia stato creato direttamente dalla terra, secondo la narrazione biblica; tale tesi tradizionale è presentata nel libero confronto con l'ipotesi dell'evoluzionismo teistico, come ipotesi, e quindi il testo biblico della creazione dell'uomo dalla terra viene considerato suscettibile di essere esaminato alla luce di un genere letterario popolare, contenente tuttavia la verità. Circa la legittimità dell'analisi dei primi 11 capitoli della Genesi alla luce dei “generi letterari”, Pio XII si era espresso nell'Enciclica “Divino afflante Spiritu” del 30 settembre 1943; era seguita, sullo stesso tema, una risposta della Commissione Biblica all'Arcivescovo di Parigi, Card. Suhard, il 16 gennaio 1948. Pio XII non si pronuncia così né per la creazione dell'uomo direttamente dalla terra, né per un processo evolutivo finalistico all'uomo. Con forza, tuttavia, nega ogni accoglienza del poligenismo.
Va notato che al tempo dell'Enciclica Humani Generis già si avevano le prime scoperte di paleoantropologia. Esse presentavano frammenti di cranio primitivi con femori che indicavano una postura decisamente eretta (Pitecantropo di Giava, in realtà Homo erectus: primo reperto nel 1890, poi scavi ripresi nel 1936; Sinantropo di Pechino, anch'esso Homo erectus, fisicamente meglio dotato del Pitecantropus di Giava, con reperti trovati tra il 1929 e il 1937; vi partecipò Teilhard de Chardin. Già aveva preso consistenza (1937-1946) con George Gaylard Simpson, Julian Huxley, Theodosius Dobzhansky, Ernst Mayr e altri l'attuale “teoria sintetica dell'evoluzionismo”. Tutto ciò costituisce il retroterra delle parole di Pio XII. Indubbiamente Pio XII pensava, circa l'ipotesi evoluzionista, ad una progressiva evoluzione della forma umana per giungere all'uomo, nell'ambito di uno stretto finalismo pilotato direttamente da Dio; se questo non fosse stato documentato nei reperti fossili, sarebbe automaticamente prevalsa l'altra ipotesi in gioco, cioè della creazione dell'uomo non da “materia organica preesistente”, ma direttamente dal suolo. Indubbiamente in questo ebbe un peso anche l'autorità di Pierre Teilhard de Chardin, che allora aveva 69 anni, ed era in piena attività prima di essere stroncato da un infarto nel 1955, ma Pio XII non ne conosceva il pensiero teologico emerso chiaramente solo dalle pubblicazioni post mortem. Certamente non pesò la frode dell'Uomo di Piltdown, scoperta nel 1953, ma già da tempo subodorata negli ambienti scientifici.
Ma già si erano avuti i primi rinvenimenti fossili di Australopitechi. Nel 1924 Raymond Dart rinvenne un cranio di cucciolo di Australopitecus africanus (Australopitecus gracilis), che venne denominato Taung Baby, da una cava di calce a Taung, località che allora era parte del protettorato di Bechuanalanda, nel Sudafrica. Nel 1938 Robert Broom aveva ritrovato a Kromdraai, in Sudafrica, fossili di Australopitecus robustus.

La stessa Humani Generis, immediatamente di seguito alla parte sull'evoluzionismo, proseguiva dicendo: 
In teologia, il poligenismo indica l'ipotesi che l'umanità discenda da più coppie originarie; tale ipotesi si contrappone, ovviamente, al monogenismo, ovvero l'ipotesi che tutta l'umanità discenda da una sola coppia primitiva (Adamo ed Eva). In ambito scientifico invece viene più che altro utilizzato il termine polifiletismo, che indica la pluralità di rami (ceppi, phyla) originari e si contrappone al monofiletismo (un solo ramo originario per tutta l'umanità). Il poligenismo è compatibile sia con il polifiletismo che con il monofiletismo, mentre il monogenismo implica necessariamente il monofiletismo. Dal punto di vista scientifico è interessante discutere il polifiletismo ed il monofiletismo, mentre che gli uomini derivino da una o più coppie è un problema secondario per gli scienziati anche se comunque, attualmente, il monogenismo sembra essere confutato. Per i teologi invece il problema è tutt'altro che secondario, perché la dottrina tradizionale sul peccato originale insegnava che esso fosse un peccato realmente e personalmente commesso, secondo il racconto genesiaco, da una coppia primitiva, dalla quale poi sarebbe stato trasmesso a tutti i discendenti; accettando la dottrina tradizionale, il poligenismo avrebbe allora implicato l'esistenza di uomini senza peccato originale.
Anche Paolo VI, l'11 luglio 1966, pose ancora esplicitamente questo problema in un discorso che fu tenuto ai partecipanti ad un simposio organizzato dai rettori delle Università pontificie e tenutosi a Nemi: 

Paolo VI continuava inoltre il suo discorso esponendo ancora una particolare riserva su come conciliare l'evoluzionismo con la creazione dell'anima: 
Come scrive Molari «gli altri aspetti del problema a questo punto sono tutti scomparsi. Non passerà molto tempo che anche gli ultimi due scompariranno come problemi. Anzi, ad essere esatti, per la teologia essi erano già diventati insignificanti».
Per i teologi l'evoluzione era un aspetto particolare di un problema più generale, quello di capire come il più proceda dal meno, come una perfezione derivi da una causa inferiore; nell'origine della vita si passa dalla materia inorganica alla vita vegetativa, poi dalla vita animale al corpo umano e alla creazione della sua anima. In tutti questi casi i teologi riconoscevano sempre che l'effetto eccedesse la causa, pertanto postulavano l'intervento speciale di Dio. In particolare (come già esposto al paragrafo su Ernest C. Messenger) i teologi ricorrevano alle nozioni di causa prima e causa principale.

Dio è innanzitutto causa prima, ovvero il fondamento di tutte le cose che vengono dette cause seconde. Ma nei casi in cui gli effetti eccedono le possibilità delle cause seconde, allora Dio interverrebbe come causa principale utilizzando le creature come cause strumentali, così come uno scultore (causa principale) utilizza uno scalpello (causa strumentale) per fare una statua. Ma se in un primo tempo questo speciale intervento di Dio veniva considerato come un vero e proprio miracolo, in seguito tale concezione venne completamente abbandonata, e si accettò la lezione che l'intervento divino è invisibile ed in nessun modo può essere rilevato dai sensi, introducendo così il concetto di concorso evolutivo, così come spiegavano Maurizio Flick e Zoltan Alszeghy (1969): 

Ma in questo modo sparisce la distinzione tra causa prima e causa principale, ed esse divengono, in Dio, una cosa sola. L'azione di Dio nel cosmo non viene più vista come un intervento diretto, bensì essa diventa azione puramente creatrice e trascendente. Secondo questa nuova concezione «Dio non produce le cose,» scrive Molari, «ma fa sì che esse, attraverso rapporti, diventino e si sviluppino». Sempre Flick e Alszeghy scrivevano che

Il cambiamento definitivo della concezione dell'azione di Dio nel mondo si ebbe con Karl Rahner. Egli osservava che per qualunque effetto osservato nel mondo si potesse, e si dovesse, cercare la causa nel mondo stesso, dal momento che Dio agisce sempre attraverso le cause seconde. Ma nel caso della creazione dell'anima, questa regola fondamentale verrebbe spezzata, e l'intervento divino verrebbe a collocarsi, in modo miracoloso, accanto alle creature anziché essere il loro fondamento trascendente. Per risolvere questo problema Rahner introdusse un nuovo modo di intendere il divenire che egli definì come l'autotrascendimento dell'agente, operato da ciò che sta a un livello inferiore. Ogni divenire è pertanto un superamento di sé stessi, che è possibile in quanto

L'autotrascendimento, così definito, è un processo che implica contemporaneamente continuità e discontinuità, infatti

In questa nuova prospettiva il problema della creazione dell'anima, anziché postulare l'intervento miracoloso di Dio, può essere risolto in un modo del tutto nuovo, infatti la materia

Di conseguenza

Non mancarono comunque posizioni più prudenti rispetto a quelle di Rahner, come ad esempio quella di Maurizio Flick e Zoltan Alszeghy che cercarono di salvaguardare il senso ovvio dell'espressione "creazione immediata dell'anima". Essi distinsero tre gradi di creazione: 1) la creazione propriamente detta, in cui Dio non si serve di alcuna cosa preesistente; 2) il concorso ordinario, in cui Dio fa operare le cause seconde conformemente alle loro capacità; 3) il concorso creativo, in cui Dio agisce come causa principale facendo in modo che gli effetti siano superiori alle capacità delle cause seconde. Il concorso creativo interverrebbe quindi nella creazione dell'anima, in cui

Il 26 aprile 1985, Giovanni Paolo II introdusse i lavori del Simposio internazionale “Fede cristiana e teoria dell'evoluzione” che fu tenuto a Roma. Nel suo discorso egli notava come l'evoluzione costituisse ormai un paradigma accettato ed imprescindibile, e che l'immagine evoluzionistica del mondo cui si era giunti fosse molto diversa dalla vecchia concezione materialistica: 
Questa concezione del mondo si differenzia dall'immagine materialistica del mondo, che fu propagata alla svolta del secolo, per una vasta elaborazione e per una grande capacità d'integrare dimensioni apparentemente incommensurabili. Mentre il materialismo tradizionale cercava di smascherare come illusione la coscienza morale e religiosa dell'uomo e, talvolta, la combatteva attivamente, l'evoluzionismo biologico si sente abbastanza forte per motivare questa coscienza funzionalmente con i vantaggi della selezione ad essa legati e integrarla nel suo concetto generale. La conseguenza pratica ne è che i fautori di questa concezione del mondo evoluzionaria hanno imposto una nuova definizione dei rapporti con la religione, che si differenzia notevolmente da quella del passato più recente e di quello più remoto.»

Continuava poi, dopo aver ricordato l'enciclica Humani Generis di Pio XII, che un'evoluzione rettamente intesa non può costituire un pericolo per la fede: 

L'evoluzione, spiegava Giovanni Paolo II, non crea particolari difficoltà per la fede finché, intesa come teoria biologica, riguarda l'origine del corpo umano. Tuttavia, intendendola in senso esteso, si può tentare di ricondurre ad essa anche tutti i fenomeni spirituali e la morale. È quindi necessario che il pensiero cristiano si occupi di questa concezione del mondo evoluzionaria, che va molto oltre i suoi fondamenti naturalistici, affinché si possa stabilire qual è il contenuto di verità delle teorie scientifiche ed il valore della filosofia che su di esse si sviluppa: 
Nel 1996, Giovanni Paolo II tornò a parlare di evoluzione in occasione del 60º anniversario della rifondazione della Pontificia Accademia delle Scienze. Egli spiegava come l'evoluzione fosse un tema molto importante per la Chiesa dal momento che essa, come la Rivelazione, contiene importanti insegnamenti sull'origine dell'uomo. Sviluppava poi diverse importanti considerazioni sulla teoria dell'evoluzione.
Benedetto XVI nell'omelia pronunciata in piazza San Pietro il 24 aprile 2005 in occasione della Messa di inizio del suo pontificato, Benedetto XVI ha dichiarato: "Non siamo il prodotto casuale e senza senso dell'evoluzione".
Il 2-3 settembre 2006 a Castel Gandolfo Benedetto XVI ha condotto un seminario di analisi dell'evoluzionismo e del suo impatto sulla dottrina cattolica della Creazione. Il seminario è stata l'ultima edizione dello "Schülerkreis" (circolo degli studenti), incontro annuale tra Ratzinger e i suoi ex studenti di dottorato a partire dagli anni '70.
I saggi presentati dai suoi ex studenti, inclusi scienziati naturalisti e teologi, sono stati pubblicati nel 2007 col titolo Creazione ed evoluzione (Schöpfung und Evolution). Nel contributo di Benedetto XVI, egli dichiara che "la questione non è prendere una decisione per un creazionismo che fondamentalmente esclude la scienza, o per una teoria evoluzionistica che nasconde le sue lacune e non vuole vedere le questioni che stanno oltre le possibilità metodologiche delle scienze naturali", e che "io trovo importante sottolineare che la teoria dell'evoluzione implica questioni che devono essere assegnate alla filosofia, e che esse stesse conducono oltre al campo della scienza"
Commentando le dichiarazioni dei suoi predecessori, Benedetto XVI scrive che "è anche vero che la teoria dell'evoluzione non è una teoria completa e scientificamente provata". Benché commentando che gli esperimenti in un ambiente controllato sono limitati, Benedetto XVI non avalla il creazionismo o la teoria del disegno intelligente. Egli difende l'evoluzione teistica, come riconciliazione tra scienza e religione già sostenuta dai cattolici. Discutendo dell'evoluzione, Benedetto XVI scrive che "Il processo in sé è razionale, nonostante gli errori e la confusione, in quanto esso passa attraverso uno stretto corridoio, scegliendo poche mutazioni positive ed usando una bassa probabilità... Ciò... inevitabilmente conduce ad una domanda che va oltre la scienza... da dove arriva questa razionalità?"; domanda a cui Benedetto XVI risponde che essa giunge dalla "ragione creativa" di Dio.

### Evoluzione ed Anglicanesimo
La fede anglicana ufficialmente ritiene che la Bibbia contenga tutti gli elementi necessari per la salvezza per l'anima e parli esplicitamente della creazione del mondo e della vita. Tuttavia ritiene che sia possibile una convergenza con la scienza e in particolare con l'evoluzione di Charles Darwin, considerandola compatibile con gli insegnamenti dottrinali.
L'Arcivescovo di Canterbury Rowan Williams ufficialmente si oppone al creazionismo in quanto non ha riscontro nei Testi Sacri e nella Teologia cristiana. Per tale motivo il creazionismo è preferito a non essere insegnato nelle scuole anglicane e per questo l'evoluzionismo è insegnato senza problemi.

### Evoluzione e Metodismo
La Chiesa metodista ufficialmente riconosce la teoria di Darwin come soddisfacente per capire l'origine della vita e non considera essa in contraddizione con i propri insegnamenti.

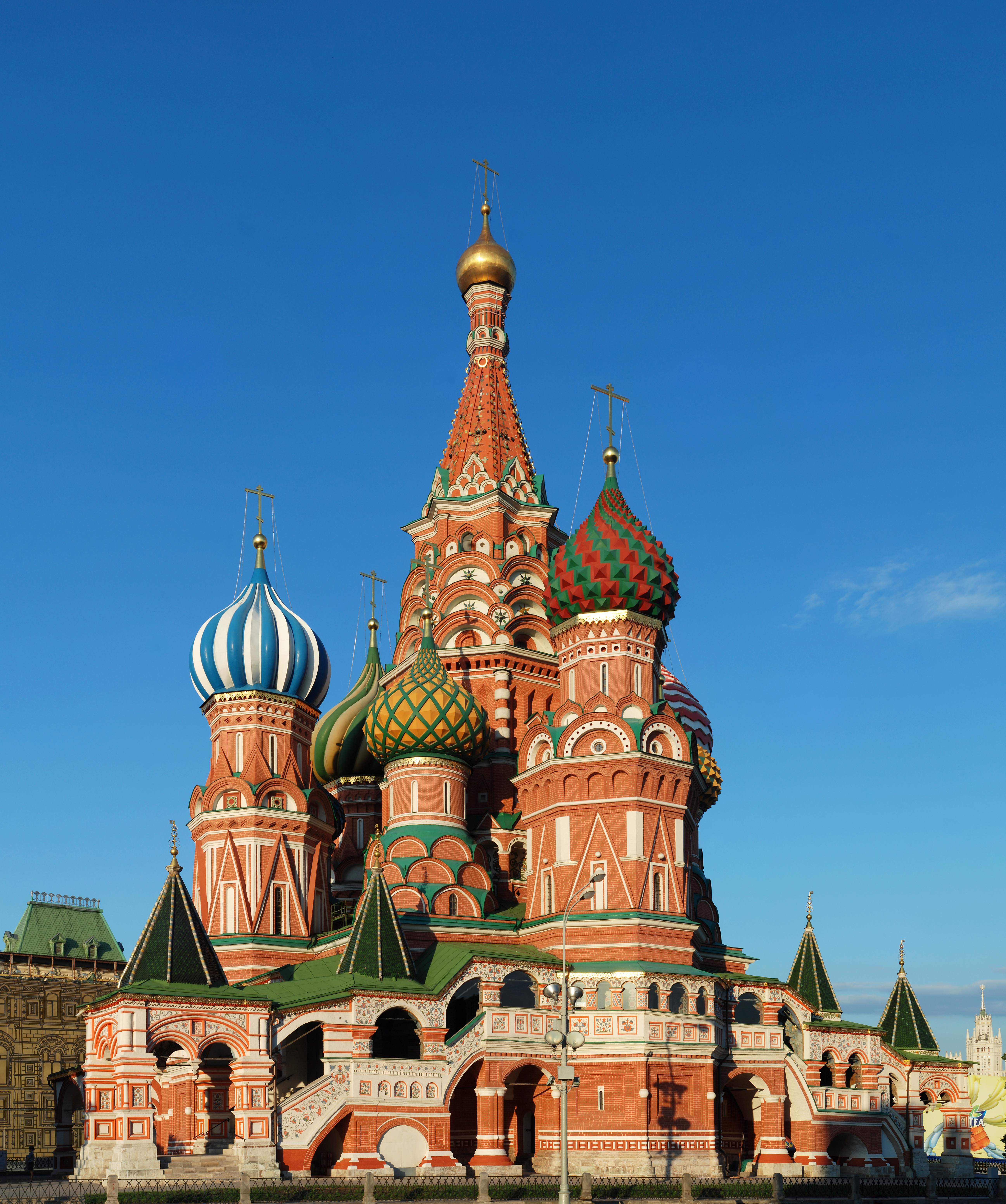
Cattedrale di san Basilio a Mosca

### Evoluzione e Chiesa Ortodossa
La Chiesa ortodossa in merito all'evoluzione presenta una posizione indecisa sulla validità dell'evoluzione e la possibile compatibilità con la dottrina propugnata da essa. Una parte si oppone perché ritiene la scienza incompatibile con la fede in quanto sostengano l'infallibilità della Parola di Dio e di conseguenza non accettano l'interpretazione dal punto di vista allegorico della Genesi.
Un'altra parte del mondo ortodosso sostiene la compatibilità a seguito di confronti tra teologia e evoluzione non contraddica la dottrina cristiana. Per tale motivo essi partono dal presupposto che la rivelazione divina coinvolga anche la natura e di conseguenza non si oppone, bensì risulta essere compatibile con la Fede in Cristo.
Nel mese di aprile 2010 un gruppo di scienziati russi, di differente orientamento religioso, ha pubblicato sul sito ortodosso "Bogoslov" di teologia un documento per venire incontro ai fedeli sul tema dell'evoluzione, contrastando l'opinione di alcuni teologi ortodossi in merito all'interpretazione letterale delle Sacre Scritture (in particolare le parabole) e che la maggioranza di essi li interpreta in maniera allegorica.

### Islam
La posizione del mondo Islamico non appare ad oggi ancora chiara e definita;
Alcuni Imam appoggiano il Creazionismo Islamico, in quanto nel Corano si legge: "Veramente il vostro Signore è Allah, che creò il cielo e la terra in sei giorni ed è saldamente stabilito sul trono, a regolare e governare tutte le cose." (10,3).
Altri Imam assumono una posizione differente, in quanto nel Corano si legge anche: "Dio ha creato ogni animale dall'acqua; ed eccone uno che si muove col ventre e uno che cammina su due zampe, e uno che cammina su quattro. Dio crea ciò che vuole, Dio è onnipotente" (24,45); "Egli vi ha creato in fasi successive" (71,14).
In mancanza di un'autorità centrale che possa dirimere la questione, una certa parte degli Imam ritiene che il Corano parli di evoluzione, in quanto il termine taur "fase successiva" viene dalla stessa radice tatauur, "evoluzione"; A causa di ciò posizioni similari al Teismo Evoluzionista furono sollevate da scienziati e i mistici fin dall'epoca dell'Islam medioevale tra cui J.Rumy Ibn Khaldun, ma il loro consenso popolare, ad oggi, sembra limitato più per questioni politiche ed ideologiche che per ragioni di fede o di cultura.
Attualmente Adnan Oktar, conosciuto in Europa per la pubblicazione e la distribuzione nelle scuole del suo "Atlante della Creazione", non che principale esponente del Creazionismo Islamico e maggior detrattore del Teismo Evoluzionista, come anche di tutte le posizioni vicine all'Evoluzionismo, sotto lo pseudonimo di Harun Yahya, è stato condannato a tre anni di carcere in Turchia; Dall'altro lato, i movimenti religiosi Islamici, risultano essere fra i più attivi e determinati nel diffondere il creazionismo islamico.

## Differenze rispetto alle altre teorie

### Disegno Intelligente
Alcuni teisti evoluzionisti considerano valida la posizione del Disegno Intelligente tuttavia la maggior parte di essi ritiene che contrariamente ad alcune interpretazioni il Disegno Intelligente non abbia alcun valore teologico e quanto meno scientifico. I sostenitori del Disegno Intelligente sostengono che l'Universo abbia delle caratteristiche sufficienti per affermare che necessariamente derivi da una causa intelligente e per tale motivo rifiutano la selezione naturale dell'evoluzione o addirittura l'evoluzione stessa. Tuttavia il teismo evoluzionista sostiene che la selezione naturale è il metodo di creazione usato da Dio e condivide col Disegno Intelligente il convincimento che la creazione sia opera da parte di una forza intelligente identificata con Dio dai teisti.

### Creazionismo
Il teismo evoluzionista condivide con il Creazionismo la concezione della creazione dell'Universo da parte di Dio, ma rifiuta sia l'interpretazione letterale della Bibbia, quella dei "creazionisti della Terra giovane", che sostengono che il mondo derivi in 6 giorni di creazione (Quest'ultima teoria è attualmente molto diffusa negli Stati Uniti in funzione antievolutiva a causa del pregiudizio "evoluzione uguale ateismo"), sia quella dei "creazionisti della Terra vecchia", che invece sostengono che l'Universo e la vita derivino da un intervento miracoloso di Dio avvenuto miliardi di anni fa ed inteso come inspiegabile dal profilo scientifico rigettando molte scoperte e conclusioni scientifiche legate agli studi geologici, paleontologici e biologici.
Il teismo evoluzionista considera conciliabili le scoperte scientifiche con le Sacre Scritture sul principio di "Libertà di creazione" di Dio.